# Нода Акемі
Нода Акемі (яп. 野田 朱美; нар. 13 жовтня 1969) — японська футболістка. Вона грала за збірну Японії.

## Клубна кар'єра
У 1982 році приєдналася до «Йоміурі Белеза». В 1995 році вона переїхала в «Такарадзука Банніс». Наприкінці сезону 1996 року вона пішла на пенсію.

## Виступи за збірну
Дебютувала у збірній Японії 17 жовтня 1984 року в поєдинку проти Італії. У складі японської збірної учасниця жіночого чемпіонату світу 1991 та 1995 років та Літніх олімпійських ігор 1996 року. З 1984 по 1996 рік зіграла 76 матчів та відзначилася 24-а голами в національній збірній.

## Статистика виступів
| Збірна Японії | Збірна Японії | Збірна Японії |
| Рік           | Матчі         | Голи          |
| ------------- | ------------- | ------------- |
| 1984          | 1             | 0             |
| 1985          | 0             | 0             |
| 1986          | 12            | 2             |
| 1987          | 4             | 0             |
| 1988          | 3             | 0             |
| 1989          | 7             | 1             |
| 1990          | 7             | 2             |
| 1991          | 13            | 7             |
| 1992          | 0             | 0             |
| 1993          | 4             | 0             |
| 1994          | 6             | 3             |
| 1995          | 9             | 8             |
| 1996          | 10            | 1             |
| Загалом       | 76            | 24            |